# Guttigera
Guttigera là một chi bướm đêm thuộc họ Gracillariidae.

## Các loài
- Guttigera albicaput Diakonoff, 1955
- Guttigera rhythmica Diakonoff, 1955